# Parthenon (Tennessee)

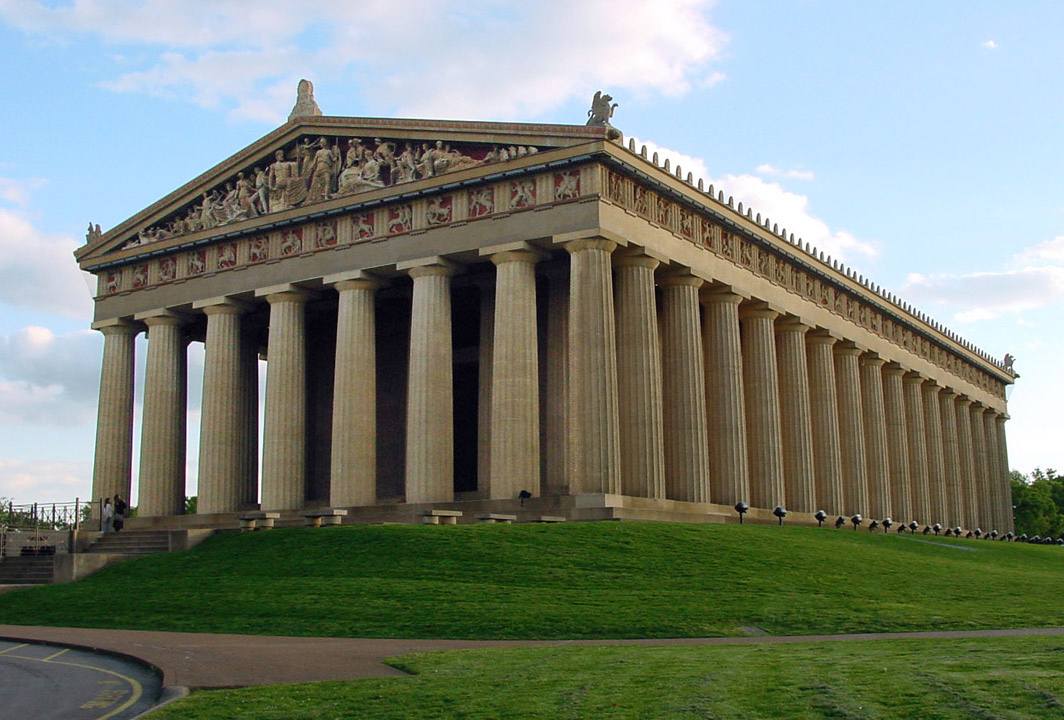
Parthenon i Tennessee.

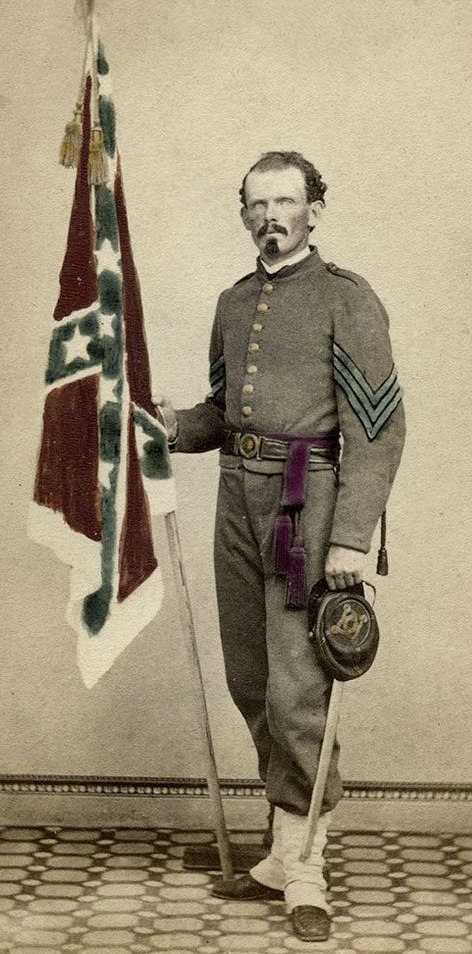
Arkitekt och konfedererad veteran William Crawford Smith, som utarbetade Parthenon-kopian.

Parthenon i Nashville, Tennessee är en fullskalig kopia av det ursprungliga Parthenon i Aten. Den utformades av arkitekten William Crawford Smith. och byggdes 1897 som en del av Tennessee Centennial Exposition. Byggnaden uppfördes i gips, trä och tegel, men byggdes om i betong på 1920-talet. En kopia av Athenastatyn lades till 1990. Denna byggnad är komplett, och dekorationerna är färglagda för att likna originalet så mycket som möjligt.
Idag står Parthenon, som fungerar som ett konstmuseum, som mittpunkten i Centennial Park, en stor offentlig park strax väster om centrala Nashville. Alan LeQuires återskapande 1990 av Athena Parthenos-statyn i Naos (östra rummet i huvudsalen) är i fokus för Parthenon precis som det var i antikens Grekland. Eftersom byggnaden är komplett och dess dekorationer polykromerade (målade i flera färger) så nära det förmodade originalet som möjligt, fungerar denna kopia av det ursprungliga Parthenon i Aten som ett monument över vad som anses vara toppen av klassisk arkitektur. Gipskopiorna av Parthenonskulpturerna i Treasury Room (det västra rummet i huvudsalen) finns som direktavgjutningar av de ursprungliga skulpturerna som prydde pedimenten av det atenska Parthenon, daterat till 438 f.Kr. De bevarade originalen finns i British Museum i London och på Akropolismuseet i Aten. 

## Historik

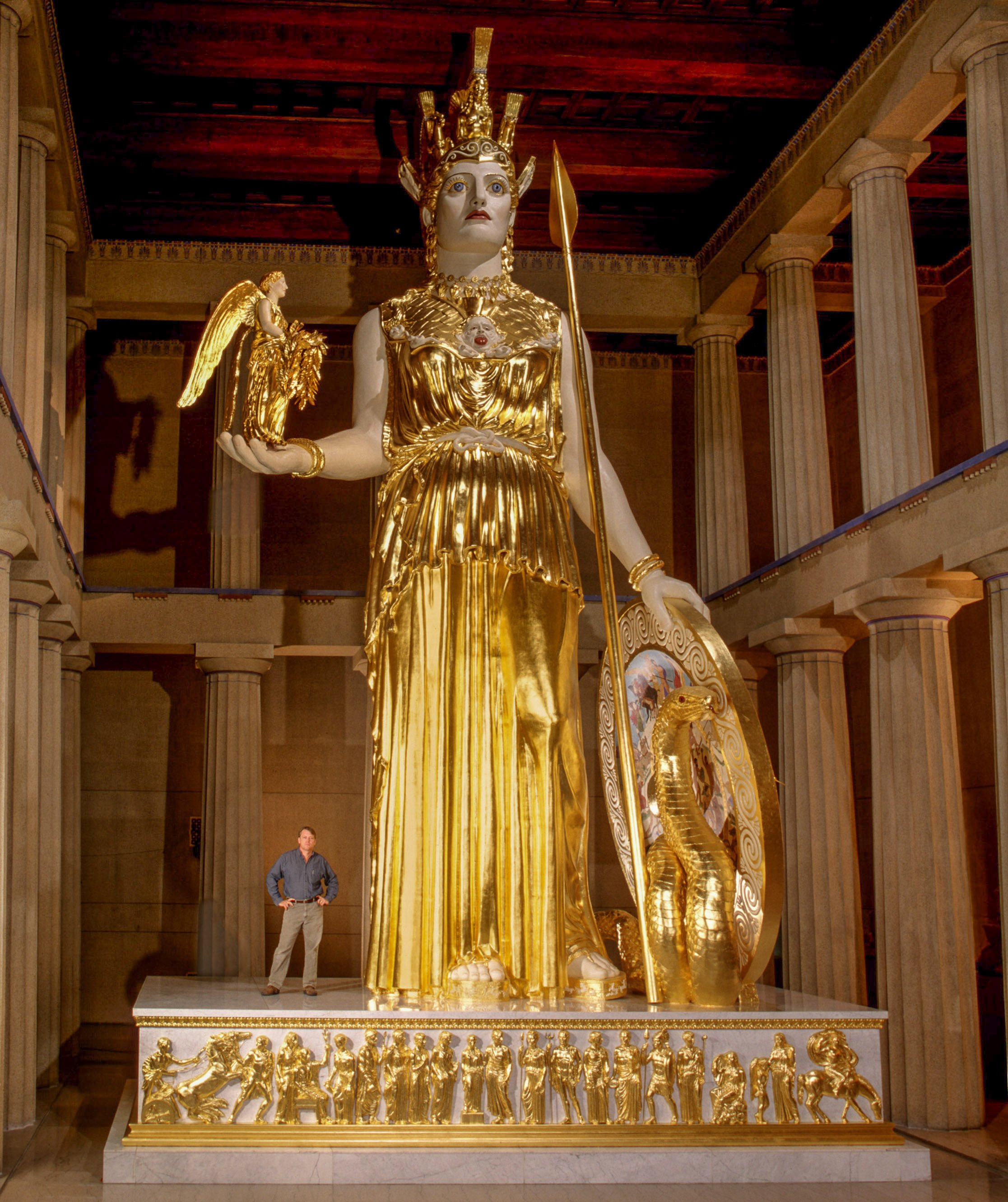
Reproduktionen av Athena Parthenos-statyn.

Nashvilles smeknamn, "Aten i söder", påverkade valet av byggnaden som mittpunkten i 1897 års Centennial Exposition. Ett antal byggnader på utställningen var baserade på gamla original. Parthenon var dock den enda som var en exakt reproduktion. Det var också den enda som bevarades av staden, även om byggnaden Riddare av Pythias paviljong köptes och flyttades till närliggande Franklin, Tennessee.
Major Eugene Castner Lewis var chef för Tennessee Centennial Exposition och det var på hans förslag som en reproduktion av Parthenon kom att byggas i Nashville. Ursprungligen byggd av gips, trä och tegel, var Parthenon var inte tänkt att förbli permanent, men kostnaden för att riva strukturen i kombination med dess popularitet bland både invånare och besökare resulterade i att den lämnades stående efter utställningen.
År 1895 "anställdes George Julian Zolnay för att göra modeller för utsmyckningen" för byggnaden. Under de följande 20 åren orsakade väder och vid försämring av landmärket, varför det byggdes om på samma grund, i betong, i ett projekt som startade 1920. Exteriören färdigställdes 1925 och interiören 1931. Den lokale arkitekten Russell Hart anlitades för återuppbyggnaden.
Några av de mest utarbetade händelserna som inträffade på Parthenon var vårspelen 1913 och 1914. Dessa extravaganser var teateruppsättningar. Med rollbesättningar på upp till 500 lockade tävlingarna publik från omgivande delstater och tågpriserna sänktes för att uppmuntra deltagande. Staden Nashville firade "Söderns Aten". Föreställningen från 1913 fick titeln The Fire Regained, en pjäs skriven av Sidney Mttron Hirsch, och innehöll en mytologisk berättelse som förstärkts av teatraliskt skådespel som var populärt under den tiden. Produktionen från 1914, "The Mystery at Thanatos", hade en liknande mytologisk handling, men blev kortare och bättre mottagen. En kopia av manuset finns på Nashville Public Library. Båda föreställningarna innehöll visningar som sträckte sig från stridsvagnar till stora dansnummer, till tusentals levande fåglar och till kulisser som sköt lågor, allt mot bakgrund av Nashville Parthenon.		

## Nuvarande användning
Som ett konstmuseum uppvisar Parthenons permanenta samlingar på nedre plan 63 målningar av amerikanska konstnärer från 1800- och 1900-talet, donerade av James M. Cowan 1927–1929. Ytterligare galleriutrymmen ger plats för tillfälliga visningar och utställningar. Huvudnivån innehåller en replik, färdig 1990, av Athena Parthenos-statyn som fanns i det ursprungliga Parthenon i Aten.
År 1982 fick Alan LeQuire i uppdrag att skapa statyn av Athena Parthenos som en rekonstruktion, till vetenskaplig standarder, av det sedan länge förlorade originalet. Hon är kuraterad och med hjälm, bär en sköld på sin vänstra arm, en 1,8 m hög staty av Nike (Victory) i hennes högra handflata och står 13 m hög, förgylld (från 2002) med mer än 3,6 kg bladguld. En lika kolossal orm höjer sitt huvud mellan henne och hennes sköld.
På sommaren använder lokala teaterproduktioner byggnaden som bakgrund för klassiska grekiska pjäser som Euripides Medea och Sofokles Antigone, som uppträder (vanligtvis med fri entré) på Parthenons trappa. Andra föreställningar, som Maria Zimmermans Metamorfoser, har hållits inuti, vid foten av Athenas staty.
År 2001 fick Nashville Parthenon välbehövlig rengöring och restaurering av exteriören. Den yttre belysningen uppgraderades så att byggnadens pelare kan belysas med andra färger än fasaden. 

## Galleri

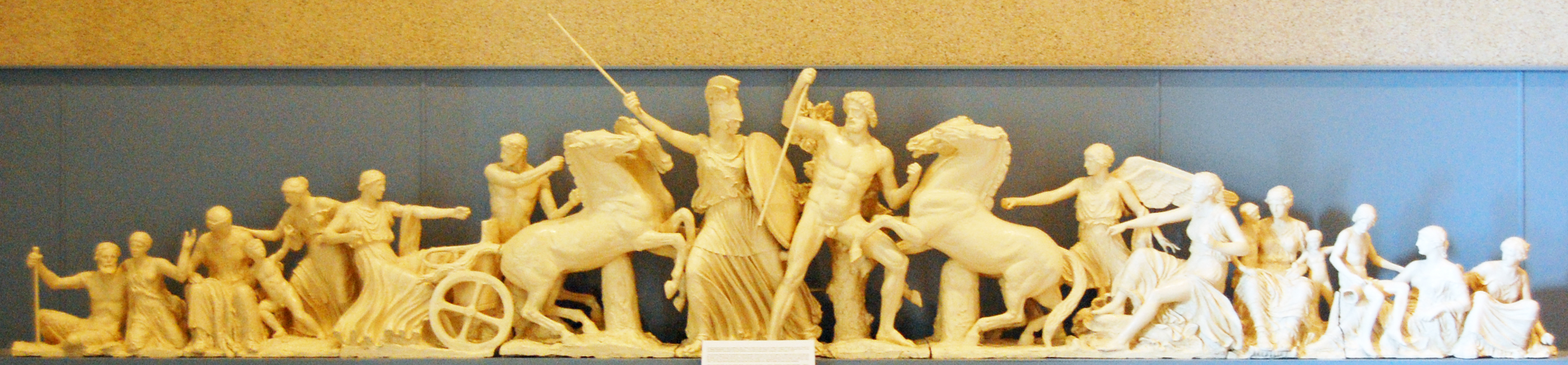
Statyer.
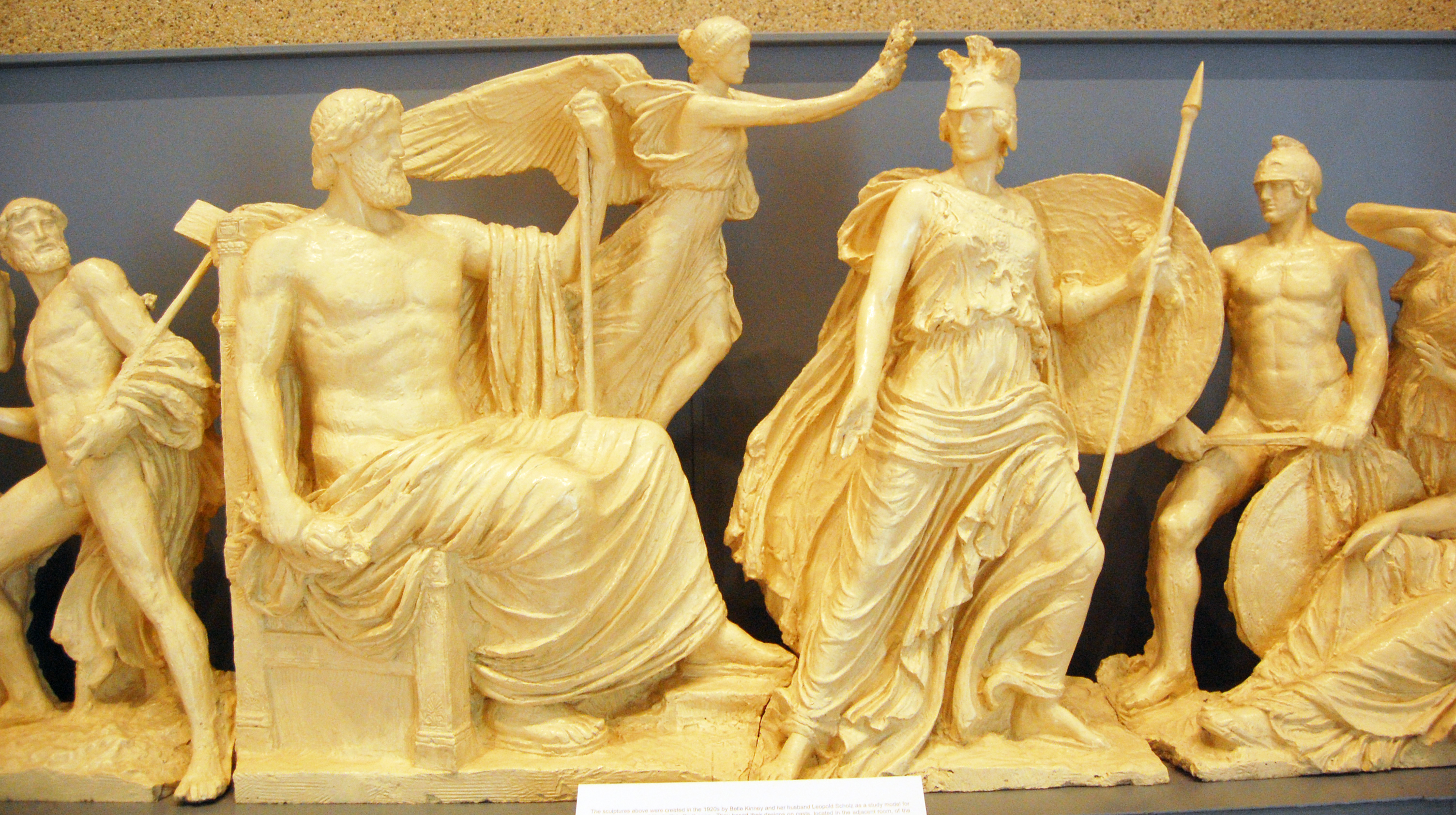
Centrum av statyerna.
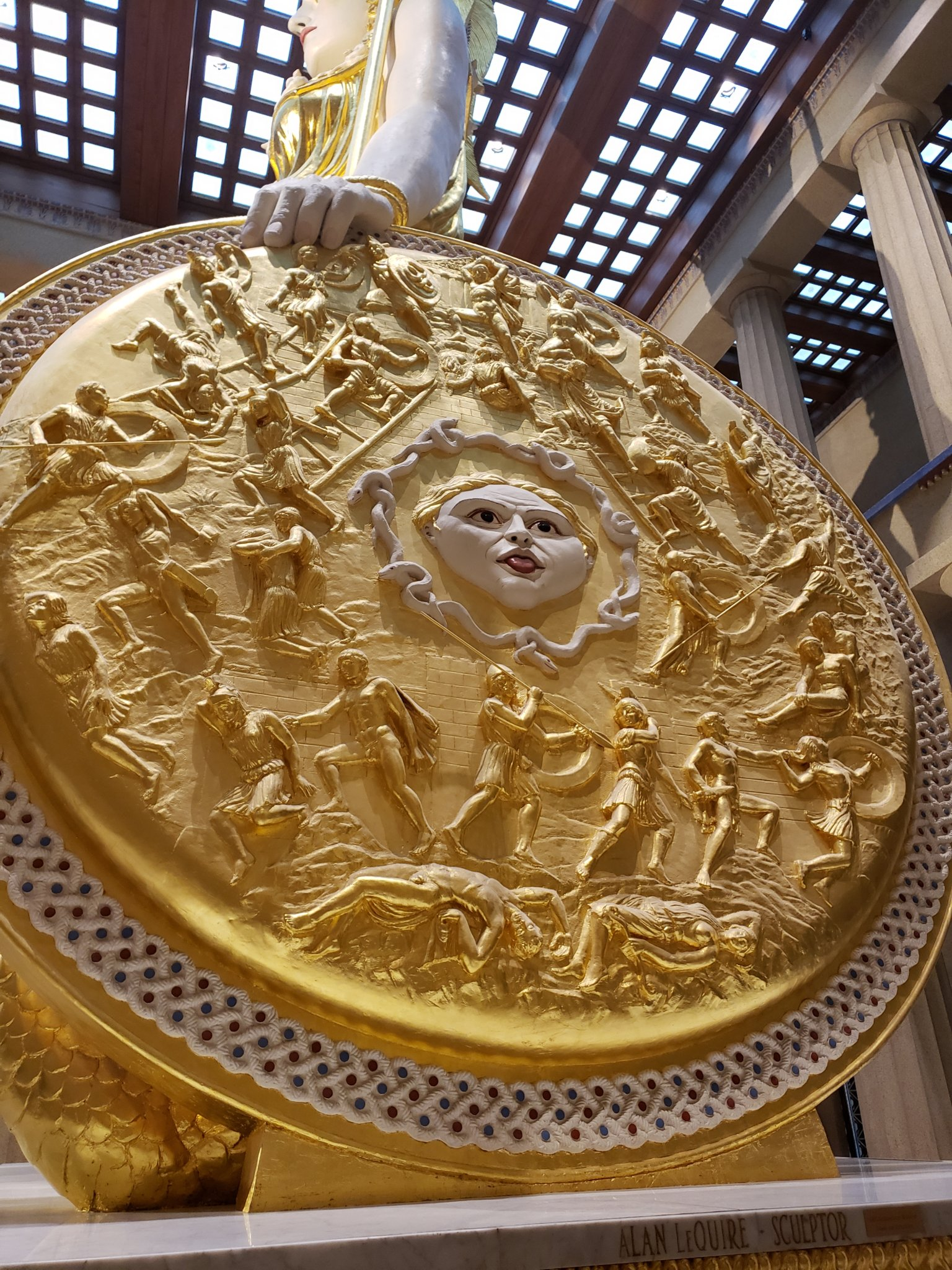
En närbild av Athena Parthenos  sköld.
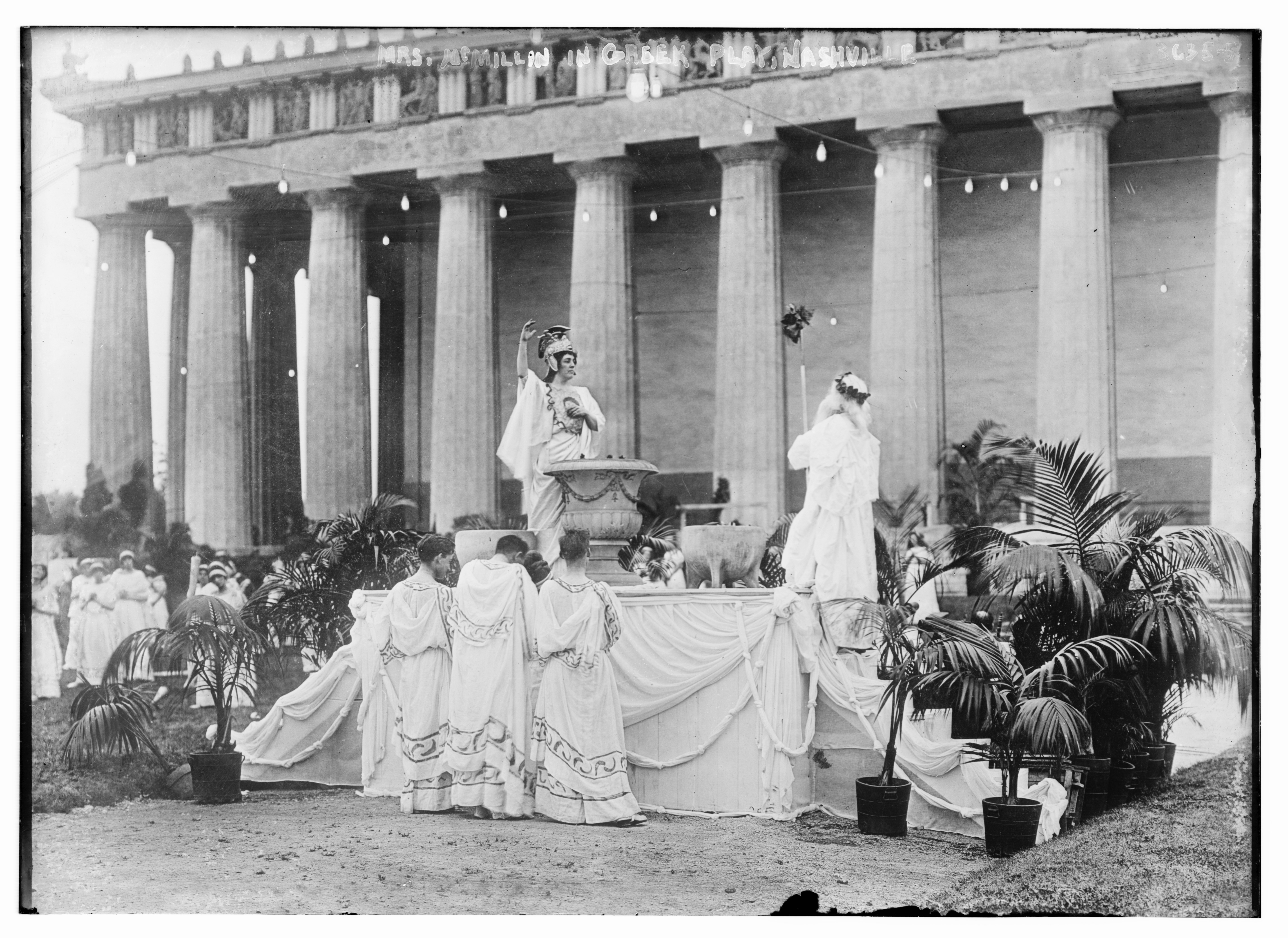
Grekiska spel, troligen 1913 eller 1914.